# Quidi Vidi Lake
Quidi Vidi Lake är en sjö i Kanada.   Den ligger i provinsen Newfoundland och Labrador, i den östra delen av landet, 1 800 km öster om huvudstaden Ottawa. Quidi Vidi Lake ligger 17 meter över havet.